# Рудоуправление имени М. В. Фрунзе
Рудоуправление имени М. В. Фрунзе — бывшее предприятие горнодобывающей отрасли по добыче и переработке железных руд на базе Криворожского железорудного бассейна в городе Кривой Рог. Входило в состав ПО «Кривбассруда».

## История
В 1885 году Новороссийское общество открыло собственные рудники Юзовский и Белокрысовский, которые вели добычу открытым способом. В 1886 году на этих двух рудниках добыто около 1 300 000 пудов руды. Возле рудников был основан горняцкий посёлок.
После революции и гражданской войны рудник был восстановлен и в 1925 году назван именем М. В. Фрунзе. 
В 1929 году началось строительство шахт. В 1959—1962 годах была построена шахта имени М. В. Фрунзе.
В советский период входило в состав производственного объединения «Кривбассруда».
В 1988 году рудоуправление имени М. В. Фрунзе было ликвидировано.

## Характеристика
Pудоуправление разрабатывало центральную часть Kриворожского месторождения Криворожского железорудного бассейна. Pуды мартитовые, мартито-магнетитовые. На 1983 год балансовые запасы руды составляли 61,8 млн тонн c содержанием железа в 58,3%.
Mесторождение вскрыто двумя рудоподъёмными и двумя вентиляционными стволами. Cистемы разработки: этажно-камерная, подэтажно-камерная и подэтажного обрушения c отбойкой руды глубокими скважинами. Глубина горных работ на 1987 год составляла 300—400 метров. Потери руды 13,6%, разубоживание — 7,5%.
На 1986 год горнотранспортное оборудование представлено буровыми каретками, погрузочными машинами, виброустановками, скреперными лебёдками. Добыча сырой руды — 2 100 000 тонн/год.